# Onomasiologia
In lessicologia, l'onomasiologia è lo studio dei vari significanti di uno stesso referente (oggetto, idea o funzione linguistica); tale studio può essere diacronico o sincronico, a seconda che si osservi il mutamento dei designatori nel tempo o si esamini la relazione significato-significanti in un dato tempo.
Preso 'x' quale concetto generico (sia esso un oggetto reale o immaginario), la risposta alla domanda "come viene espresso 'x'?" consiste nelle diverse parole usate per esprimere il significato (concreto o astratto) di 'x'.
L'onomasiologia è connessa alla semasiologia, che percorre in direzione opposta (dal significante al significato) il percorso concettuale qui tracciato.
Nella prospettiva dell'atto linguistico, chi parla procede onomasiologicamente, in quanto elabora significanti e struttura per esprimere i propri contenuti; chi ascolta, al contrario, procede semasiologicamente, in quanto parte dai significanti che sente e provvede ad attribuirvi un contenuto.